# Sevelinges
Sevelinges är en kommun i departementet Loire i regionen Auvergne-Rhône-Alpes i centrala Frankrike. Kommunen ligger i kantonen Belmont-de-la-Loire som tillhör arrondissementet Roanne. År 2022 hade Sevelinges 650 invånare.

## Befolkningsutveckling
Antalet invånare i kommunen Sevelinges
| Referens: INSEE |